# Reacción redox orgánica

Un ejemplo de reacción redox orgánica: la reducción de Birch

Las reducciones orgánicas, las oxidaciones orgánicas o las reacciones redox orgánicas son reacciones redox en las que intervienen compuestos orgánicos como reactivos. 
En química orgánica, las oxidaciones y reducciones son diferentes de las reacciones redox normales, porque muchas de estas reacciones llevan el nombre de oxidación o reducción, pero en realidad no implican la transferencia de electrones en el sentido electroquímico de la palabra.

## Estados de oxidación
Siguiendo las reglas de determinación del número de oxidación para un átomo de carbono individual llegamos a
| Estado de oxidación | Grupo funcional y/o ejemplos                    |
| ------------------- | ----------------------------------------------- |
| -IV                 | Alcanos                                         |
| -II                 | Alquenos, Alcoholes, Haluros de alquilo, Aminas |
| 0                   | Alquinos, Cetonas, Aldehído, Dioles geminales   |
| +III                | Ácidos carboxílicos, Amidas, cloroformo         |
| +IV                 | dióxido de carbono, tetraclorometano            |

## Relación con el contenido de hidrógeno
El metano es oxidado a dióxido de carbono, mientras el estado de oxidación cambia de -4 a +4. Entre las reducciones orgánicas clásicas tenemos la reducción de los alquenos para dar alcanos, y entre las oxidaciones clásicas tenemos la oxidación de los alcoholes para dar aldehídos. En las oxidaciones se eliminan electrones y, por tanto, la densidad de electrones de la molécula se reduce. En las reducciones, la densidad de electrones aumenta porque se añaden electrones a la molécula. Esta terminología se centra siempre en el compuesto orgánico. Por ejemplo, es habitual referirse a la reducción de una cetona por el hidruro de litio y aluminio, pero no referirse a la oxidación del hidruro de litio y aluminio por una cetona. Muchas oxidaciones incluyen la eliminación de átomos de hidrógeno de la molécula orgánica, y a la inversa,en muchas reducciones se agrega hidrógeno a una molécula orgánica. 
Muchas reacciones se clasifican como reducciones pero también aparecen en otras clases. Por ejemplo, la conversión de una cetona en un alcohol por el hidruro de litio y aluminio se puede considerar una reducción, pero el hidruro también es un buen nucleófilo en una sustitución nucleófila. Muchas de las reacciones redox en química orgánica mecanismos de reacción del tipo de las reacciones de acoplamiento con la participación de radicales libres intermedios. La verdadera química redox orgánica puede encontrarse en las síntesis orgánicas electroquímicas o electrosíntesis. Ejemplos de reacciones orgánicas que pueden tener lugar en una célula electroquímica son la electrólisis de Kolbe.
En las reacciones de desproporción, algún reactivo es a la vez oxidado y reducido en la misma reacción química, formando dos compuestos por separado.
La reducción catalítica asimétrica y oxidación catalítica asimétrica son ejemplos importantes de síntesis asimétrica.

## Reducciones orgánicas
Existen varios mecanismos de reacción para las reducciones orgánicas:
- Transferencia directa de electrones en la reducción de un electrón como, por ejemplo, en la reducción de Birch.
- Transferencia de hidruro en la reducción como, por ejemplo, el desplazamiento de hidruro de litio y aluminio o de un hidruro, como en la reducción de Meerwein-Ponndorf-Verley
- Reducciones de hidrógeno con un CATALIZADOR, tal como el catalizador Lindlar o el catalizador Adkins o en reducciones concretas como la reducción Rosenmund.
- Reacción de desproporción como la reacción de Cannizzaro

Entre las reducciones que no caben en cualquiera de los mecanismos de reacción de reducción, en la que sólo se refleja el cambio de estado de oxidación se incluye la reacción de Wolff-Kishner.

## Oxidaciones orgánicas
Hay varios mecanismos existentes para explicar las reacciones de oxidación orgánica:
- Transferencia individuales de electrones
- Oxidaciones a través de intermediarios éster con ácido crómico o dióxido de manganeso
- Transferencia de átomos de hidrógeno como en halogenación por radicales libres
- Oxidación con oxígeno (combustión)
- Oxidación con participación del ozono en la ozonólisis y peróxidos
- Oxidaciones en las que interviene un mecanismo de reacción de eliminación, como la oxidación de Swern, la oxidación de Kornblum y con reactivos tales como el ácido IBX y el peryodinano de Dess-Martin.
- Oxidación por radicales nitróxido, sal de Fremy o TEMPO